# J-1
El J1 és un Coet  japonès de tres etapes i  combustible sòlid desenvolupat durant els anys 1990. La versió original va ser redissenyada a causa dels alts costos de producció, donant lloc al J-1 F2.

## J-1
Construït per Nissan, es tractava d'un coet de tres etapes, totes utilitzant combustible sòlid. Només va tenir lloc un llançament d'un J-1, l'11 de febrer de 1996. El llançament va ser reeixit, amb un apogeu de 110 km.

## J-1 F2
Desenvolupament posterior i de menor cost que el J-1. També construït per Nissan, usa una primera etapa derivada dels coets acceleradors SRB-A del coet japonès H-IIA. La segona i tercera etapes són les mateixes que en el J-1, però millorades i amb aviònica actualitzada.

## Especificacions

### J-1
- Càrrega útil: 850 kg a LEO (òrbita de 250 km d'altura).
- Empenyiment en enlairament: 1550  kN.
- Massa total: 88.580 kg.
- Diàmetre del cos principal: 1,80 m.
- Longitud total: 33,1 m.

### J-1 F2
- Càrrega útil: 850 kg a LEO (òrbita de 250 km d'altura); 600 kg a una òrbita de 407 km.
- Empenyi en enlairament: 1800 kN.
- Massa total: 91.500 kg.
- Diàmetre del cos principal: 2,50 m.
- Longitud total: 26,2 m.